# Teehäuschen (Darmstadt, Seitersweg 17b)
Das Teehäuschen im Seitersweg 17b ist ein Bauwerk in Darmstadt (Hessen). 

## Architektur und Geschichte
Im Park Rosenhöhe wurden um das Jahr 1825 zwei sehr ähnliche Teehäuschen erbaut.
Der Entwurf der zweigeschossigen klassizistischen Bauwerke wird dem Hofarchitekten Georg Moller zugeschrieben.
Die beiden Teehäuschen standen an einem Weg der heute unterbrochen ist.
Das am westlichen Teil des Weges stehende Teehäuschen wurde in den 1960er-Jahren in den Neubau des Wohnhauses Seitersweg 17b integriert.
Teile des Teehäuschens sind in der Nordfassade des Wohnhauses erhalten geblieben.
Es bildet heute ein Wintergarten ähnlichen Anbau.
Zu den markanten Details des Teehäuschens gehören das geschnitzte Balkongeländer.

## Varia
Das Haus Seitersweg 17b wurde ab den 1960er-Jahren von Ludwig Engel bewohnt. 